# 쉬후이 (축구 선수)
쉬후이(중국어 간체자: 徐辉, 정체자: 徐輝, 병음: Xú Huī, 한자음: 서휘, 1999년 6월 16일~)는 대한민국 출신 중화인민공화국의 축구 선수로 포지션은 수비수이다. 현재 중국 갑급리그의 난퉁 즈윈에서 활동하고 있다. 한국어 이름은 서휘(徐輝)이며 2022년 대한민국에서 중화인민공화국으로 귀화했다.

## 어린 시절
쉬후이는 1999년 대한민국에서 중화인민공화국 상하이시 출신 중국인 아버지와 한국인 어머니 사이에서 태어났다. 그는 오산고등학교 축구부를 졸업하고 인천대학교에 입학했고, 인천대학교 축구부의 주전으로 활동하며 인천대학교 축구부의 2018년 U리그1 2권역과 전국체육대회 축구 남자 대학부 우승에 기여했다.

## 구단 경력
쉬후이는 2023년 중국 갑급리그의 상하이 자딩 후이룽 FC에 입단하며 프로 축구 선수 경력을 시작했다. 이후 1년 뒤 2024년 헤이룽장 빙청 FC로 이적했다.

## 국가대표팀 경력
쉬후이는 2019년 대한민국 U-23 축구 국가대표팀에 소집되어 3월 22일 대한민국 U-23 대표팀이 중화 타이베이 U-23 축구 국가대표팀에 8대 0으로 승리한 2020년 AFC U-23 축구 선수권 대회 예선 H조 1차전에서 대한민국 U-23 대표팀 데뷔전을 가졌다.

## 플레이 스타일
쉬후이는 주로 측면 수비수로 활동하며 빠른 스피드를 가지고 있다는 평가를 받았다.

## 개인사
2022년 중화인민공화국 시민권을 취득하며 대한민국에서 중화인민공화국으로 귀화했다.